# María del Rosario Guzmán Avilés
María del Rosario Guzmán Avilés (Tantoyuca, Veracruz; 20 de noviembre de 1963) es una política mexicana, miembro del Partido Acción Nacional. Es diputada federal desde el 1 de septiembre de 2024.

## Trayectoria Legislativa
Fue senadora de primera minoría por el Estado de Veracruz en sustitución de Fernando Yunes Márquez del 28 de febrero de 2017 al 31 de agosto de 2018.
Unos días antes de volverse senadora era Diputada local al Congreso del Estado de Veracruz plurinominal.
En 2007 a 2010 ya había sido Diputada local plurinominal.